# Ressons-sur-Matz
Ressons-sur-Matz is een gemeente in het Franse departement Oise (regio Hauts-de-France). De plaats maakt deel uit van het arrondissement Compiègne. Ressons-sur-Matz telde op 1 januari 2022 1.742 inwoners.

## Geografie
De oppervlakte van Ressons-sur-Matz bedroeg op 1 januari 2022 9,23 vierkante kilometer; de bevolkingsdichtheid was toen 188,7 inwoners per km².

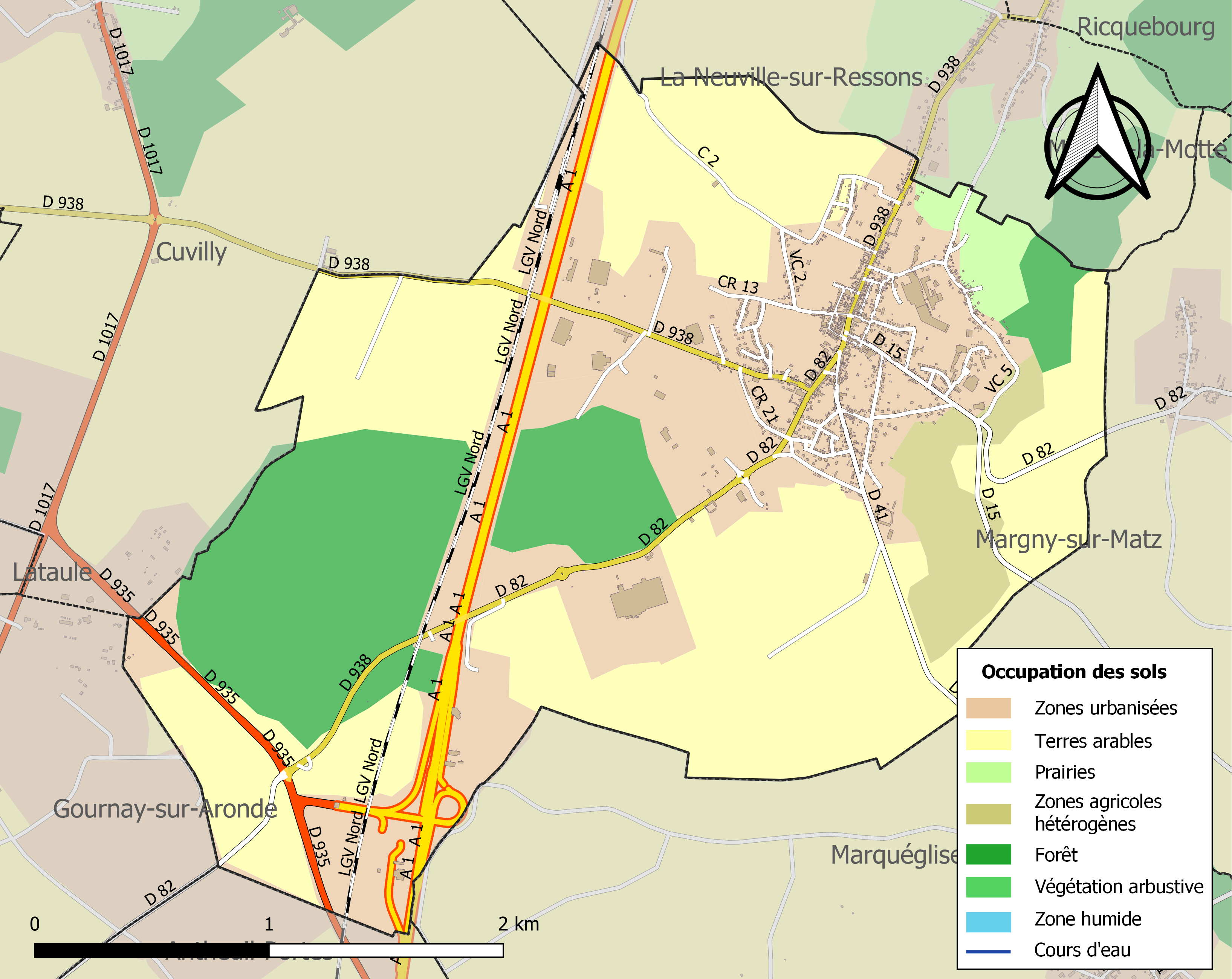
Kaart van de gemeente met belangrijkste infrastructuur, bodemgebruik en omliggende gemeenten

## Demografie
Onderstaande figuur toont het verloop van het inwonertal (bron: INSEE-tellingen).